# Другий проєкт розвитку міської інфраструктури (Проєкт розвитку міської інфраструктури-2)
Другий проєкт розвитку міської інфраструктури (Проєкт розвитку міської інфраструктури - 2)  (англ. Second Urban Infrastructure Project (Urban Infrastructure Project - 2, UIP - 2) - найбільший інвестиційний проєкт Уряду України  у галузі водопостачання, водовідведення та пілотного проєкту з поводження з твердими побутовими відходами. Проєкт впроваджується на 12 підприємствах-учасниках 11 міст України: Київ, Харків, Кропивницький, Житомир, Краматорськ, Коломия, Тернопіль, Черкаси, Нововолинськ, Вінниця та Чугуїв.  Фінансування Проєкту передбачається у сумі 300,0 млн. дол. США за кошт позики Міжнародним банком реконструкції та розвитку (далі – МБРР) та у сумі 50,0 млн. дол. США за кошт Фонду Чистих Технологій  (далі -ФЧТ) (англ. Clean Technology Fund).

Початок реалізації зазначеного Проєкту – 21.11.2014 року, термін його реалізації – 6 років (до 31 жовтня 2020 року).

## Опис проєкту
Відповідно до підписаних з МБРР Угод про позики сума позик (без урахування разової комісії) відібраних підприємств становить:

 За напрямком водопостачання та водовідведення – 289,7 млн. дол. США:
- КП «Харківводоканал» [Архівовано 6 жовтня 2015 у Wayback Machine.] – 85,5 млн. дол. США;
- ПАТ«АК Київводоканал» – 11,3 млн. дол. США;
- КВП «Краматорський водоканал» – 5,2 млн. дол. США;
- КП «ОКВП «Дніпро-Кіровоград» [Архівовано 6 жовтня 2015 у Wayback Machine.] – 44,3 млн. дол. США;
- КП «Тернопільводоканал» [Архівовано 6 жовтня 2015 у Wayback Machine.] – 36,5 млн. дол. США;
- КП «Житомирводоканал» [Архівовано 21 березня 2017 у Wayback Machine.] – 39,9 млн. дол. США;
- КП «Черкасиводоканал» [Архівовано 6 жовтня 2015 у Wayback Machine.] - 12,3 млн. дол. США;
- КП «Коломияводоканал» – 3,1 млн. дол. США;
- КП «Вінницяоблводоканал» [Архівовано 30 серпня 2017 у Wayback Machine.] – 40.8 млн. дол. США;
- Підприємство «Нововолинськводоканал» [Архівовано 29 серпня 2017 у Wayback Machine.] – 5,9 млн. дол. США;
- КП «Чугуїввода» [Архівовано 29 серпня 2017 у Wayback Machine.] – 4,9 млн. дол. США.

За напрямком поводження з твердими побутовими відходами – 43,9 млн. дол. США:
- КП «Муніципальна компанія поводження з відходами» (м. Харків) – 43,9 млн. дол. США.

## Мета проєкту
Метою проєкту є підвищення якості та надійності надання послуг й ефективності використання енергії комунальними підприємствами шляхом удосконалення їхнього інституційного потенціалу та інвестування робіт з відновлення та заміни пошкоджених систем водопостачання, водовідведення та переробки твердих відходів, а також поліпшення екологічної ситуації територій за рахунок вирішення проблеми очищення стоків та безпечної утилізації твердих побутових відходів

## Структура проєкту
Проєкт складається із декількох субпроєктів у сфері водопостачання, водовідведення та пілотного проєкту з поводження з твердими побутовими відходами.
Компонент 1: Покращення міської інфраструктури. Цей компонент включає в себе відновлення, реконструкцію та модернізацію систем водопостачання, водовідведення та систем поводження з твердими побутовими відходами у 11 містах-учасниках.
Компонент 2: Зміцнення інституційної спроможності та розвиток соціально-економічного потенціалу. Цей компонент включає в себезміцнення інституційних заходів на комунальному / муніципальному рівні і на центральному рівні.
Компонент 3: Управління проєктом та підтримка впровадження. Цей компонент включає в себе управління і реалізацію проєктів на центральному і регіональному рівнях в цільових містах. Підтримка включає в себе: підготовку, набір персоналу, а також моніторинг та оцінку. Він також включає в себе техніко-економічні обґрунтування для потенційних субпроєктів, як і щорічні фінансові та технічні аудити проєкту в рамках місцевих водоканалів